# ベスト・オブ・イエス
| 専門評論家によるレビュー | 専門評論家によるレビュー |
| レビュー・スコア         | レビュー・スコア         |
| 出典                     | 評価                     |
| ------------------------ | ------------------------ |
| Allmusic                 | [ 1 ]                    |

『ベスト・オブ・イエス』（Highlights: The Very Best of Yes）は、イギリスのプログレッシブ・ロック・バンド、イエスによる1993年のベスト・コレクション。
1969年のアルバム『イエス・ファースト・アルバム』から1987年の『ビッグ・ジェネレイター』までから選ばれた12曲が収録されている。各曲は、その期間にリリースされた12枚のアルバムのうち8枚から取られ、アルバムのオリジナル・リリースの時系列順にリストされている。

## 収録曲
1. サヴァイヴァル -  "Survival" (ジョン・アンダーソン) – 6:18
2. 時間と言葉 - "Time and a Word" (アンダーソン、デイヴィッド・フォスター) – 4:31
3. スターシップ・トゥルーパー - "Starship Trooper" – 9:26
a. ライフ・シーカー - "Life Seeker" (アンダーソン)
b. ディシルージョン - "Disillusion" (クリス・スクワイア)
c. ワーム - "Würm" (スティーヴ・ハウ)
4. アイヴ・シーン・オール・グッド・ピープル - "I've Seen All Good People" – 6:53
a. ユア・ムーヴ - "Your Move" (アンダーソン)
b. オール・グッド・ピープル - "All Good People" (スクワイア)
5. ラウンドアバウト - "Roundabout" (アンダーソン、ハウ) – 8:31
6. 遥かなる想い出 - "Long Distance Runaround" (アンダーソン) – 3:33
7. スーン (シングル・エディット) - "Soon" (Single edit) (アンダーソン) – 4:06
8. 不思議なお話を - "Wonderous Stories" (アンダーソン) – 3:49
9. 究極 - "Going for the One" (アンダーソン) – 5:32
10. ロンリー・ハート - "Owner of a Lonely Heart" (トレヴァー・ラビン、アンダーソン、スクワイア、トレヴァー・ホーン) – 4:27
11. リーヴ・イット - "Leave It" (アンダーソン、スクワイア、ラビン、ホーン) – 4:10
12. リズム・オブ・ラヴ - "Rhythm of Love" (アンダーソン、トニー・ケイ、ラビン、スクワイア) – 4:46

## パーソネル
- ジョン・アンダーソン (Jon Anderson) – リード・ボーカル (全曲)
- クリス・スクワイア (Chris Squire) – ベース、バック・ボーカル (全曲)
- ピーター・バンクス (Peter Banks) – ギター、バック・ボーカル (1-2)
- スティーヴ・ハウ (Steve Howe) – ギター、バック・ボーカル (3-9)
- トレヴァー・ラビン (Trevor Rabin) – ギター、リード&バック・ボーカル (10-12)
- トニー・ケイ (Tony Kaye) – キーボード (1-4、10-12)
- リック・ウェイクマン (Rick Wakeman) – キーボード (5-6、8-9)
- パトリック・モラーツ (Patrick Moraz) – キーボード (7)
- ビル・ブルーフォード (Bill Bruford) – ドラム、パーカッション (1-6)
- アラン・ホワイト (Alan White) – ドラム、パーカッション (7-12)

## 認定
| 国/地域               | ゴールド等認定 | 売上/出荷枚数 | 認定年 |
| --------------------- | -------------- | ------------- | ------ |
| アメリカ合衆国 (RIAA) | ゴールド       | 500,000       | 1998年 |